# 朝比奈知泉

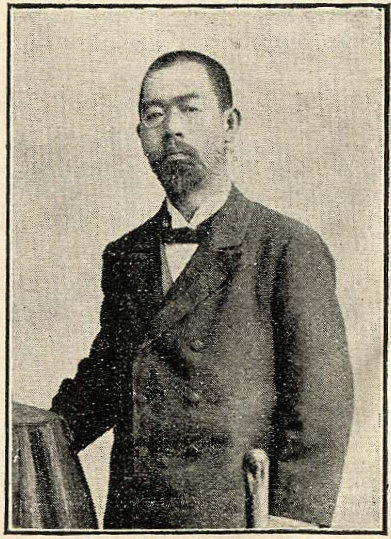
朝比奈知泉

朝比奈 知泉（あさひな ちせん、文久2年4月25日〈1862年5月23日〉 - 昭和14年〈1939年〉5月22日）は日本の新聞記者、政論家。号は碌堂、他に珂南・河水懶魚・不染盧主人などがある。

## 経歴
水戸藩士・朝比奈泰成の次男として、水戸に生まれる。一族が諸生党派であったため明治元年に絶家となり、祇園寺 (水戸市)に預けられた。“知泉”はこのとき祇園寺の金牛和尚に名付けられた。のち、明治22年（1889年）憲法公布の恩赦により家の再興が許され、知泉は伯父・泰文の家を継いだ。
明治12年（1879年）に茨城師範学校を卒業し、母校である水戸上市小学校訓導となる。明治14年（1881年）、21歳で上京し、郵便報知新聞で筆を執るかたわら、慶應義塾・欧亜学館などを転々とし、明治15年（1882年）に東京大学予備門、続いて帝国大学法科大学政治学科に学んだ。学業と並行して報知社に入社し、珂南・河水懶魚・碌堂のペンネームで『郵便報知新聞』で執筆し、『国民之友』などにも寄稿し、明治21年（1888年）に『東京新報』が創刊されると初代主筆となり、大学を中退した。
大隈重信の条約改正に反対し、三度発行停止となった。明治24年（1891年）『東京日日新聞』が伊東巳代治の手に移った時から同紙の社説を執筆し、翌年『東京新報』を廃刊して『東京日日新聞』の主筆になる。明治27年（1894年）の条約改正問題、翌年の遼東還付問題をめぐり、政府を擁護する論調にたって、『日本』の陸羯南と激しく論争し、その後二度の発行停止を命じられた。明治29年（1896年）米国・欧州を視察に出発(31年帰国)。この頃から新聞経営の実務を離れる。明治34年（1901年）再び外遊。明治37年（1904年）に『東京日日新聞』社長が加藤高明に移ると、健康を害したためもあって退社した。その後、海軍省及び陸軍省の嘱託となり、『陸軍省沿革史』の編集にあたった。大正12年（1926年）軍関係の仕事もやめ、『万朝報』の編集顧問となった。
昭和14年（1939年）、78歳で死去。墓所は酒門共有墓地。

## 逸話
- 出自は水戸藩の重臣であった朝比奈家の分家であり、幕末の本家当主の朝比奈泰尚（弥太郎）は諸生党の中心人物の一人であった。7歳で寺に預けられた知泉は、遊び仲間から「あんたのうちは“かんとう（奸党）”じゃね。」といわれ、平気で「そうじゃ。」と答えていた。ただ尋ねてくる子も知泉も“奸党”の意味も分かっておらず、受け売りをしているに過ぎなかったという。
- 知泉は諸生党の存在意義を明らかにしようと働きかけた。祇園寺の恩光無辺碑（水戸戊辰殉難慰霊碑）や、諸生党の多数が戦死した千葉県匝瑳市の慰霊碑は、知泉の撰文である。
- 大正年間、陸軍省に勤めていた頃に、相楽総三の孫の木村亀太郎から「相楽以下赤報隊の参加者12名を靖国神社に合祀して欲しい」という旨の誓願書を受け取った[2]。知泉はこれを却下しなかったが、誓願が採択にかかることはなかった[2]。この12名は戊辰戦争のとき官軍によって追討・戦死あるいは捕縛・処刑された者たちで、合祀は困難だったが、うち2名（相楽と渋谷総司）は1929年（昭和4年）に合祀が実現した[2]。

## 思想と政見
朝比奈はジャーナリストとして徳富蘇峰や陸羯南と並び称される。彼の政治上の意見は最初からカール・ラートゲンに学んだ国法学を立論の基礎とし、政党と議会を侮蔑し、官僚主導の国家主義を理想とする。「吏閥と貴族を同化」したものが唯一の支配階層である。その法律万能の立場から超然内閣擁護の論陣を張ったことにより、御用記者の第一人者と目されるようになる。同時代のジャーナリストである鳥谷部春汀により、「碌堂は霊魂ある印刷機」と評され、さらに「弁難と嘲罵」に長じ、政治よりも論理、論理よりも討論を得意とするので、円満の政論家とはいえないと指摘されていた。

## 著書

### 単著
- 『日本今後の文字と文章』朝比奈知泉、1898年4月。全国書誌番号:40077272。
- 『朝比奈知泉文集』朝比奈知泉文集刊行会、1927年4月。 NCID BN03030127。全国書誌番号:46076296。
- 『老記者の思ひ出』中央公論社、1938年3月。 NCID BN03215508。全国書誌番号:46064440。

### 編集
- 『財界名士失敗談』 上下巻、毎夕新聞社、1909年5月-1909年12月。 NCID BA75162267。全国書誌番号:40016060。
- 『明治功臣録』 天、地、玄、黄の巻、明治功臣録刊行会、1915年4月-1918年1月。 NCID BN06544517。全国書誌番号:43018642。
  - 『明治功臣録』 天之巻（復興49版）、大空社〈列伝叢書 26〉、1995年7月。ISBN 9784872365689。 NCID BN14020001。全国書誌番号:96027380。
  - 『明治功臣録』 地之巻（復興49版）、大空社〈列伝叢書 27〉、1995年7月。ISBN 9784872365696。 NCID BN14020001。全国書誌番号:96027381。